# Suriname nos Jogos Pan-Americanos de 2003
O Suriname competiu na 14º edição dos Jogos Pan-Americanos, realizados na cidade de  Santo Domingo, na República Dominicana.